# Lenomys grovesi
Lenomys grovesi és una espècie de mamífer rosegador de la família dels múrids. És (o era) endèmic de l'illa de Sulawesi (Indonèsia). Fou descrit a partir d'espècimens subfòssils i, a data de 2015, encara no estava clar si era una espècie vivent o extinta. Fou anomenat en honor del mastòleg australià Colin Groves. Com que fou descoberta fa poc, encara no se n'ha avaluat l'estat de conservació.